# Bryoptera incongruaria
Bryoptera incongruaria là một loài bướm đêm trong họ Geometridae.